# Ubaghara
Die Sprache Ubaghara (ISO 639-3: byc) ist eine bantoide Cross-Sprache, die im nigerianischen Bundesstaat Cross River gesprochen wird.
Ubaghara wird von insgesamt 30.000 Personen im Lokalen Regierungsareal von Akampka gesprochen, von denen 24.000 den Dialekt biakpan sprechen; weitere Dialekte sind ikun, etono, ugbem und utuma (utama, utamu).
Ubaghara bildet zusammen mit der Sprache Kohumono die Untergruppe Ubaghara-Kohumono.